# 玻座間里芳
玻座間 里芳（はざま りほう、1909年 - 1970年）は、昭和時代日本の医学者、作詞家。沖縄県出身。

## 来歴
1909年（明治42年）、沖縄県八重山郡八重山村（現在の石垣市）に生まれる。1931年（昭和6年）に台北医学専門学校を卒業し、台北帝国大学附属医学専門部に講師として在職中の1938年（昭和13年）11月に博士号を授与された。
終戦後は台湾から郷里の石垣島へ引き揚げて市内で産婦人科医を営む傍ら作詞家として活動し、1967年（昭和43年）に「石垣市歌」の懸賞募集で入選した。
1970年（昭和45年）、脳血管障害のため死去。享年62。

## 作品
- 石垣市歌
- 八重山観光音頭
- 大川音頭
- 十五夜